# 青森市営野球場
青森市営野球場（あおもりしえいやきゅうじょう）は、青森県青森市の中心市街地から東の合浦公園内にある野球場。愛称 合浦公園スタジアム（がっぽこうえん－）。施設は青森市が所有し、オカモト・角弘・青森放送・東洋建物共同企業体が指定管理者として運営管理を行っている。2020年よりダイシンベースボールスタジアムの命名権を取得。

## 歴史
青森市内には1933年、青森市新田（フェリー埠頭付近、当時の資料では沖館となっている）に建てられた青森野球場があった。その地には後に「青森野球場跡の碑」が設置された。戦後、市内合浦にあった旧青森県立青森中学校（現青森県立青森高等学校）が移転したのに伴い、その跡地に市営球場が新設される事となり、1950年に完成した。以後、高校野球などアマチュア野球の公式戦が行われており、プロ野球公式戦も開催されている。
老朽化が進んでいたが2000年に全面改修され、スコアボードが電光化されるなどし、6月16日に供用を再開。同時に一般公募により愛称「合浦公園スタジアム」が付与された。
改修以降は、青森県営野球場に代わって、全国高等学校野球選手権青森大会の開会式・閉会式と準々決勝以降の主要試合が行われるメイン会場となっていた。しかし2017年からの準々決勝以降の試合及び閉会式は、プロ野球1軍戦が開催できるよう改修された弘前市運動公園野球場（はるか夢球場）で行われるようになっている。

## 事象
- 開場からわずか3ヶ月後の1950年6月28日に、読売ジャイアンツ（巨人）対西日本パイレーツ戦で、巨人・藤本英雄投手が日本プロ野球史上初の完全試合を達成した。現在、球場の出入り口付近にはそれを記念して記念碑が建てられている。なおこの試合では当時青森在住で、後に作詞家として活躍するなかにし礼がバットボーイを担当していた。なかにしによれば「観客は多かったが退屈な試合。ただ球史に残る出来事を見ることができたという事実は日が経つにつれてじわじわと高まってきた」と語っている。
- 1963年5月21日、昭和天皇、香淳皇后が行幸啓[1]。
- 2020年の「令和2年度夏季青森県高校野球大会」（第102回全国高等学校野球選手権青森大会が新型コロナウイルスへの感染拡大の影響で中止されたことに伴う青森県高等学校野球連盟が独自に主催した代替大会）の開催期間中には、阪神甲子園球場のグラウンドに使われている土の配合比率を再現した混合土が内野グラウンドに使われた。青森県内から社会人野球に参加している青森銀行硬式野球部の有志が「青森の高校野球応援!2020年は甲子園と同じ土で完全燃焼を!」というプロジェクトを通じてクラウドファンディングで支援金（300万円）を集めたこと[2][3]によるもので、青森県高等学校野球連盟は、この支援金で阪神園芸からおよそ35トンの混合土を購入している[4]。

### 関係文献
『巨人軍5000勝の記憶』 読売新聞社、ベースボールマガジン社、2007年。ISBN 9784583100296。p.22〜（「石ころがゴロゴロしている」と回想されている。なお、球場名が「青森県営」と表記されているが、青森県営野球場は1967年に同市安田で開場したものであるため、誤りである。

## 施設概要
- グラウンド面積：13,700.37m2
- 両翼：98m、中堅：121m
- 内野：クレー舗装、外野：天然芝
- 収容人員：10,010人（内野ベンチ席：2,945人、外野芝生席：7,065人）
- スコアボード：LED式
- 照明設備：6基（改修時に新設）

## プロ野球開催実績
ファーム
- 2018年8月12日 イ・巨人 5-4 ロッテ 観衆2139人

## 交通
- 青森駅前4番のりばから青森市営バス「東部営業所」行などで「合浦公園前」下車後徒歩約3分
  - 市営バスの他、弘南バスの一部系統も同バス停を経由している。